# Australomimetus burnetti
Australomimetus burnetti là một loài nhện trong họ Mimetidae.
Loài này thuộc chi Australomimetus. Australomimetus burnetti được miêu tả năm 1986 bởi Heimer.